# Суш (гміна)
Гміна Суш (пол. Gmina Susz) — місько-сільська гміна у північній Польщі. Належить до Ілавського повіту Вармінсько-Мазурського воєводства.
Станом на 31 грудня 2011 у гміні проживало 13099 осіб.

## Територія
Згідно з даними за 2007 рік площа гміни становила 258.95 км², у тому числі:
- орні землі: 58.00%
- ліси: 29.00%

Таким чином, площа гміни становить 18.70% площі повіту.

## Населення
Станом на 31 грудня 2011:
| Опис     | Загалом | Загалом | Чоловіки | Чоловіки | Жінки | Жінки |
| -------- | ------- | ------- | -------- | -------- | ----- | ----- |
| одиниця  | осіб    | %       | осіб     | %        | осіб  | %     |
| все      | 13099   | 100     | 6627     | 50.59    | 6472  | 49.41 |
| міське   | 5768    | 100     | 2874     | 49.83    | 2894  | 50.17 |
| сільське | 7331    | 100     | 3753     | 51.19    | 3578  | 48.81 |

## Сусідні гміни
Гміна Суш межує з такими гмінами: Залево, Ілава, Кіселіце, Прабути, Старий Дзежґонь.